# آیین بابالون
آیین بابالون مجموعه‌ای از مراسم‌ها و آیین‌های جادویی بودند که از ژانویه تا مارس ۱۹۴۶ میلادی توسط جک پارسونز، نویسنده و دانشمند پیشگام سوخت موشک و ال ران هابارد، مؤسس ساینتولوژی اجرا شدند. این مراسم برای آشکارسازی تجسمی از ایزدبانوی نخستین به نام بابالون طراحی شده بود.

## آیین
پارسونز بعد از اینکه اولین سری آیین را با موفقیت انجام داد با مارجوری کامرون آشنا شد و او وظیفه داشت جسم برای روحی که او و هابارد در حین آیین صدا می‌کردند باشد. پارسونز مرحله بعدی آیین را شروع کرد و تلاش کرد که به کمک سحر آمیزشی از بابالون فرزندی تولید کند که در بدن مارجوری کامرون به دنیا بیاید. با اینکه فرزندی تولید نشد ولیکن نتایج آیین تغییر زیادی نکرد. پارسونز و کامرون که به نام فاحشه قرمز توسط پارسونز نامیده می‌شد مدتی بعد از این آیین ازدواج کردند. آیینهای انجام شده بین پارسونز و کامرون بر اساس نوشته‌های سحر آمیزشی آلیستر کراولی بودند. کراولی که با پارسونز در تماس بود، خطرات زیاد این سحرها را برای او بیان می‌کرد.

## کتاب بابالون، لیبر ۴۹
جک پارسونز متن کوتاهی به نام کتاب بابالون یا لیبر ۴۹ به عنوان پیام‌هایی از الهه یا نیرویی به نام بابالون که توسط وی در طی مراسم دریافت شده‌است، نوشته‌است. پرسونز مدعی است که لیبر ۴۹ فصل چهارم کتاب شریعت (متن مقدس تلما) از آلیستر کراولی را تشکیل می‌دهد.

## در فرهنگ
آیین بابالون شباهت بسیار زیادی با آیینی که در فیلم بچه رزماری به کارگردانی رومن پولانسکی اجرا می‌شود دارد.